# Vigna acuminata
Vigna acuminata är en ärtväxtart som beskrevs av Bunzo Hayata. Vigna acuminata ingår i släktet vignabönor, och familjen ärtväxter. Inga underarter finns listade i Catalogue of Life.